# براندون ميلر (لاعب كرة قدم أمريكية)
براندون ميلر (بالإنجليزية: Brandon Miller)‏ هو لاعب كرة قدم أمريكية أمريكي، ولد في 21 يناير 1986 في كولكويت في الولايات المتحدة.

## وصلات خارجية
- براندون ميلر على موقع مرجع كرة القدم المحترفة.كوم (الإنجليزية)